# Marcinowo (województwo dolnośląskie)
Marcinowo (niem. Märtinau) – wieś w Polsce położona w województwie dolnośląskim, w powiecie trzebnickim, w gminie Trzebnica.
1 stycznia 2017 część miejscowości została włączona do Trzebnicy.

## Podział administracyjny
W latach 1975–1998 miejscowość administracyjnie należała do województwa wrocławskiego.

## Krótki opis
We wsi znajduje się Małe Muzeum U Kowalskich i kapliczka. W południowej części obrębu ewidencyjnego Marcinowo położone są Malczowskie Jary.